# Seberang Perai
Seberang Perai, còn được gọi là tỉnh Wellesley, là một vùng nội địa hẹp trên bán đảo Mã Lai đối diện với đảo Penang, cùng với đảo, tạo thành bang Penang của Malaysia. Nó giáp với Kedah ở phía bắc và phía đông và Perak ở phía nam. Thủ phủ chính của nó là Butterworth, trong khi chính quyền địa phương của nó, Hội đồng thành phố Seberang Perai, nằm ở trung tâm gần Bukit Mertajam. Tính đến năm 2010, Seberang Perai có dân số 815.767 người, trở thành khu vực chính quyền địa phương đông dân thứ hai ở Malaysia.
Ban đầu là một phần của Kedah, vùng nội địa được nhượng lại cho Công ty Đông Ấn của Anh vào cuối thế kỷ XVIII. Được đặt theo tên của một sĩ quan người Anh, tỉnh Wellesley đã được mua lại để cung cấp thêm đất nông nghiệp và như là một bức tường phòng thủ chống lại bất kỳ cuộc xâm lược qua eo biển nào từ đất liền. Kể từ đó, nó đã trở thành một phần của Penang, đã được thực hiện một thuộc địa vương miện của Anh vào năm 1867.
Seberang Perai đã chứng kiến sự phát triển kinh tế đáng kể trong nhiều thập kỷ sau sự độc lập của Malaya. Bất động sản công nghiệp lớn đã được thiết lập trong Seberang Perai, trong khi việc di dời các hoạt động cốt lõi của Cảng Penang đến Butterworth vào năm 1974 cũng đã thúc đẩy nền kinh tế của thị trấn. Những cải tiến về kết nối và giao thông được tạo điều kiện bởi một số dự án lớn, chẳng hạn như các công trình xây dựng đường cao tốc Bắc - Nam, cầu Penang và cầu Penang thứ hai. Ngày nay, Seberang Perai là một phần của Greater Penang, là khu đô thị lớn thứ hai ở Malaysia.

## Thư viện ảnh

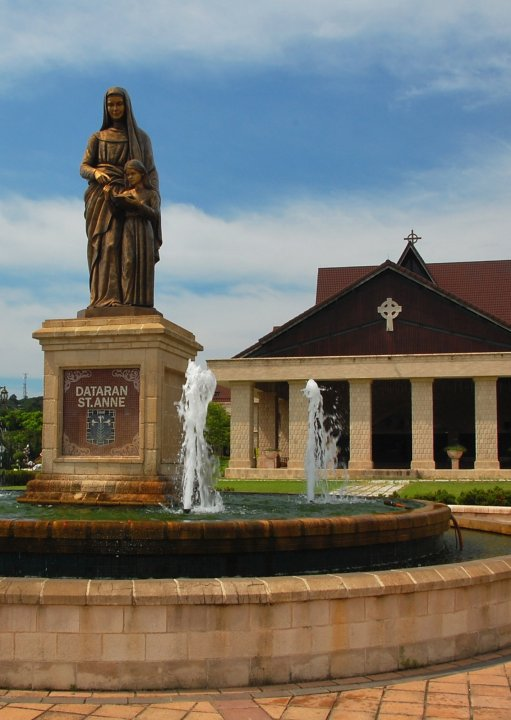
Nhà thờ St. Anne's, Bukit Mertajam
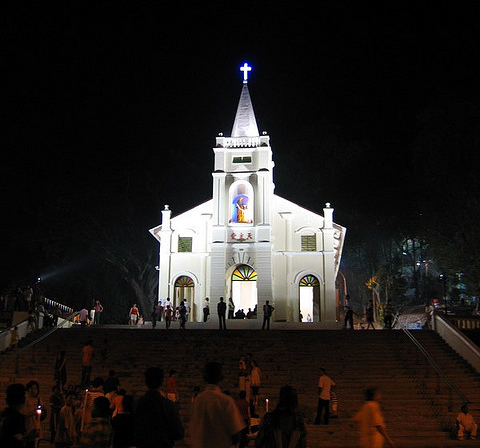
Đền thờ cũ của nhà thờ St. Anne, Bukit Mertajam
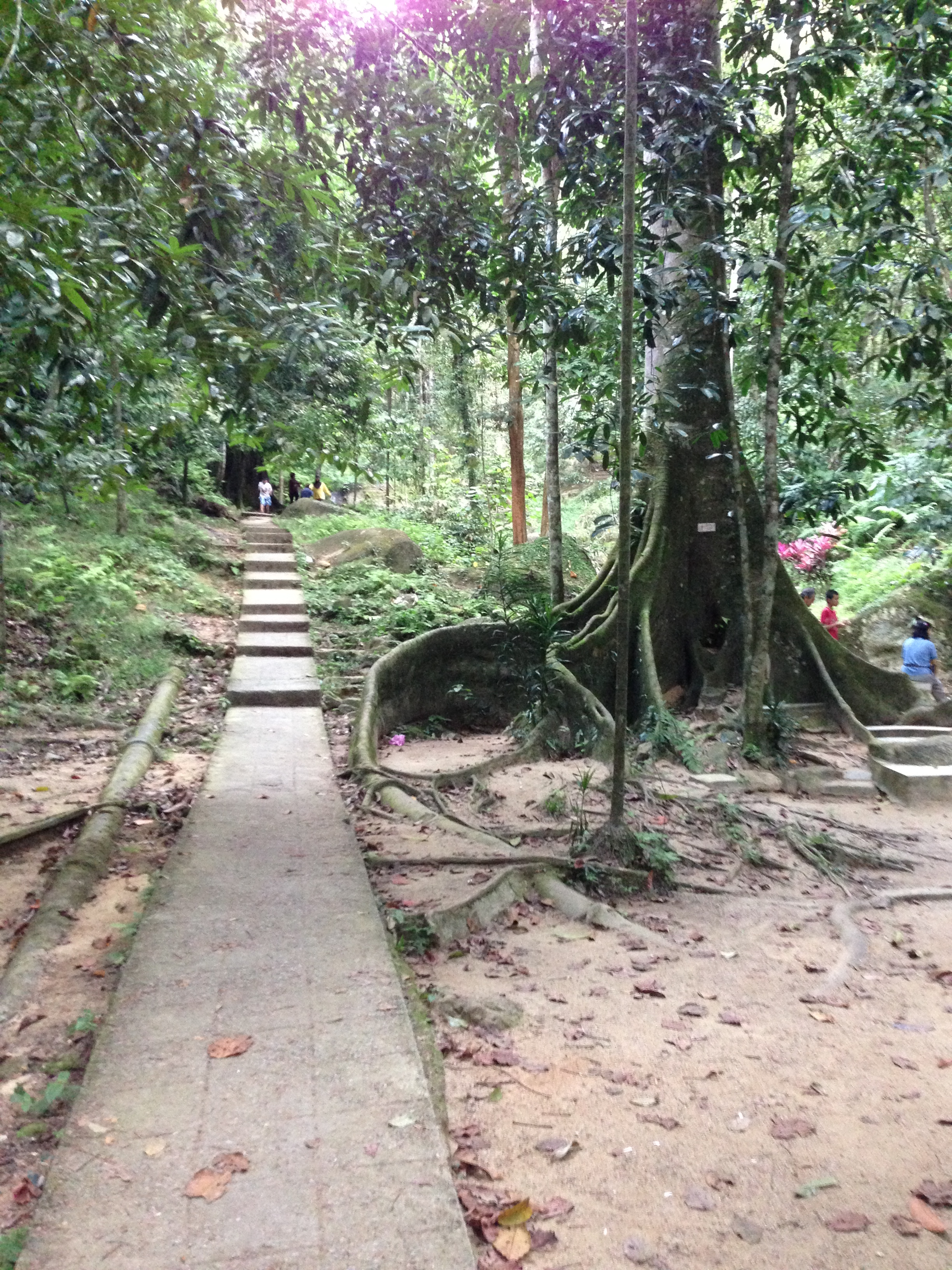
Rừng giải trí Bukit Mertajam
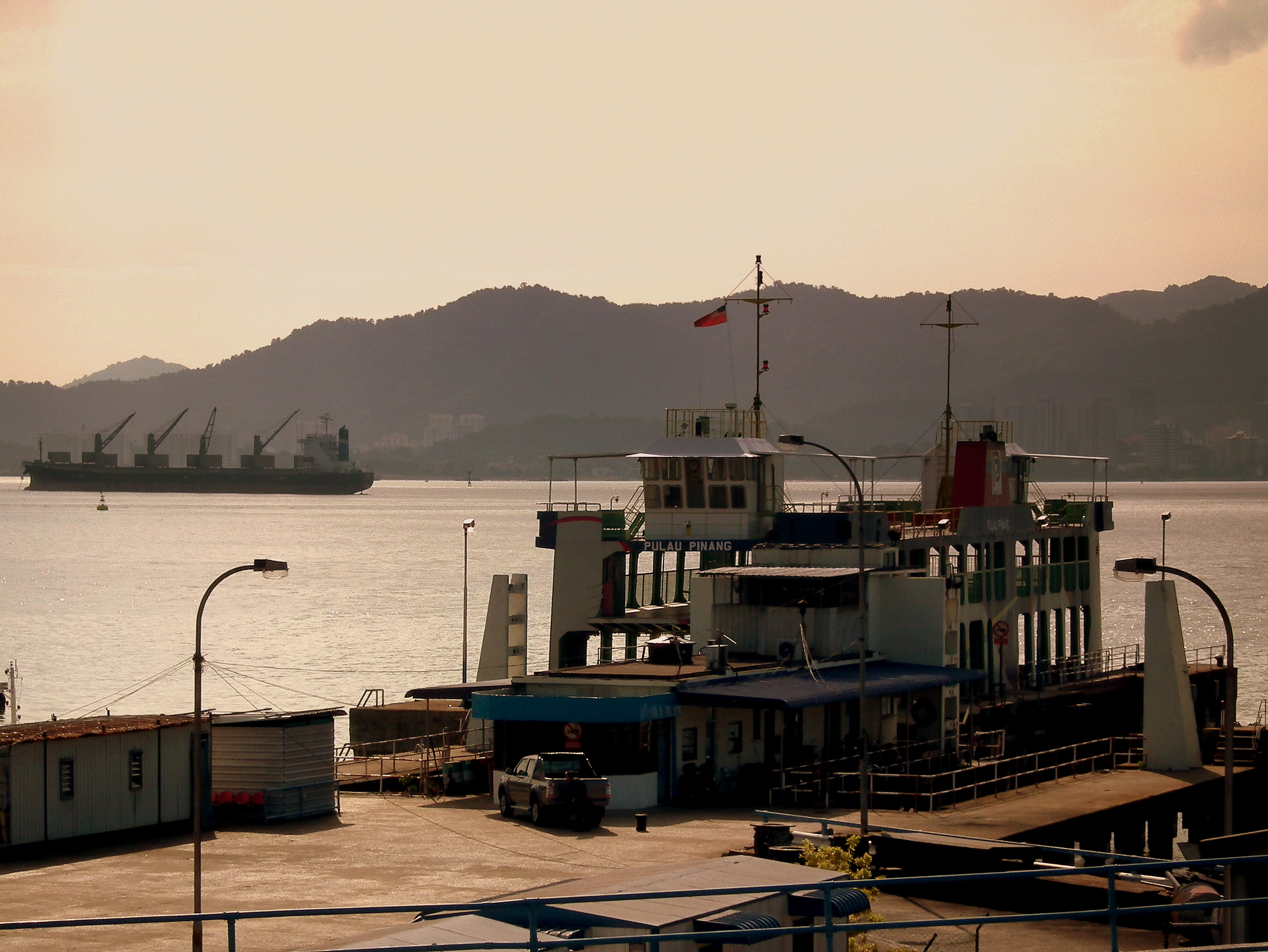
Rapid Ferry tại Cầu tàu Sultan Abdul Halim ở Butterworth.
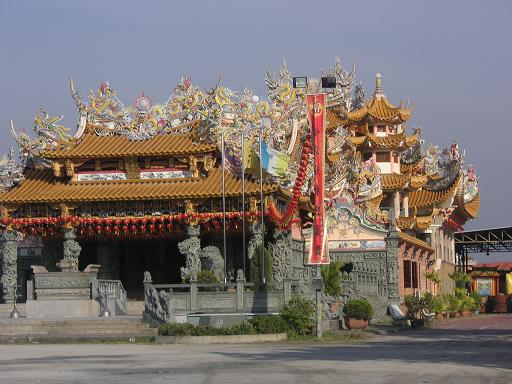
Đền Tow Boo Kong, Raja Uda, Butterworth
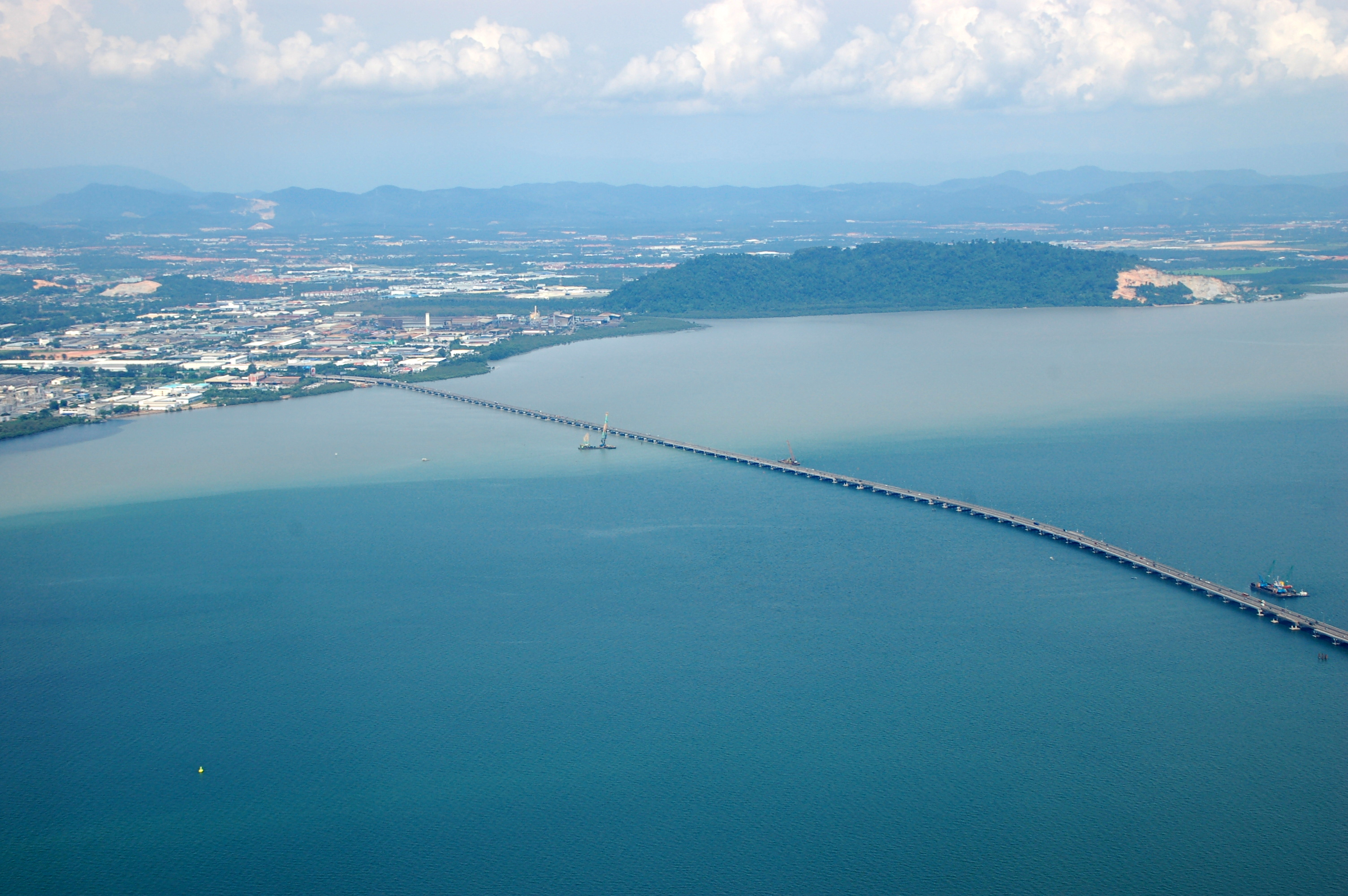
Tầm nhìn toàn cảnh của đảo Perai và cầu Penang
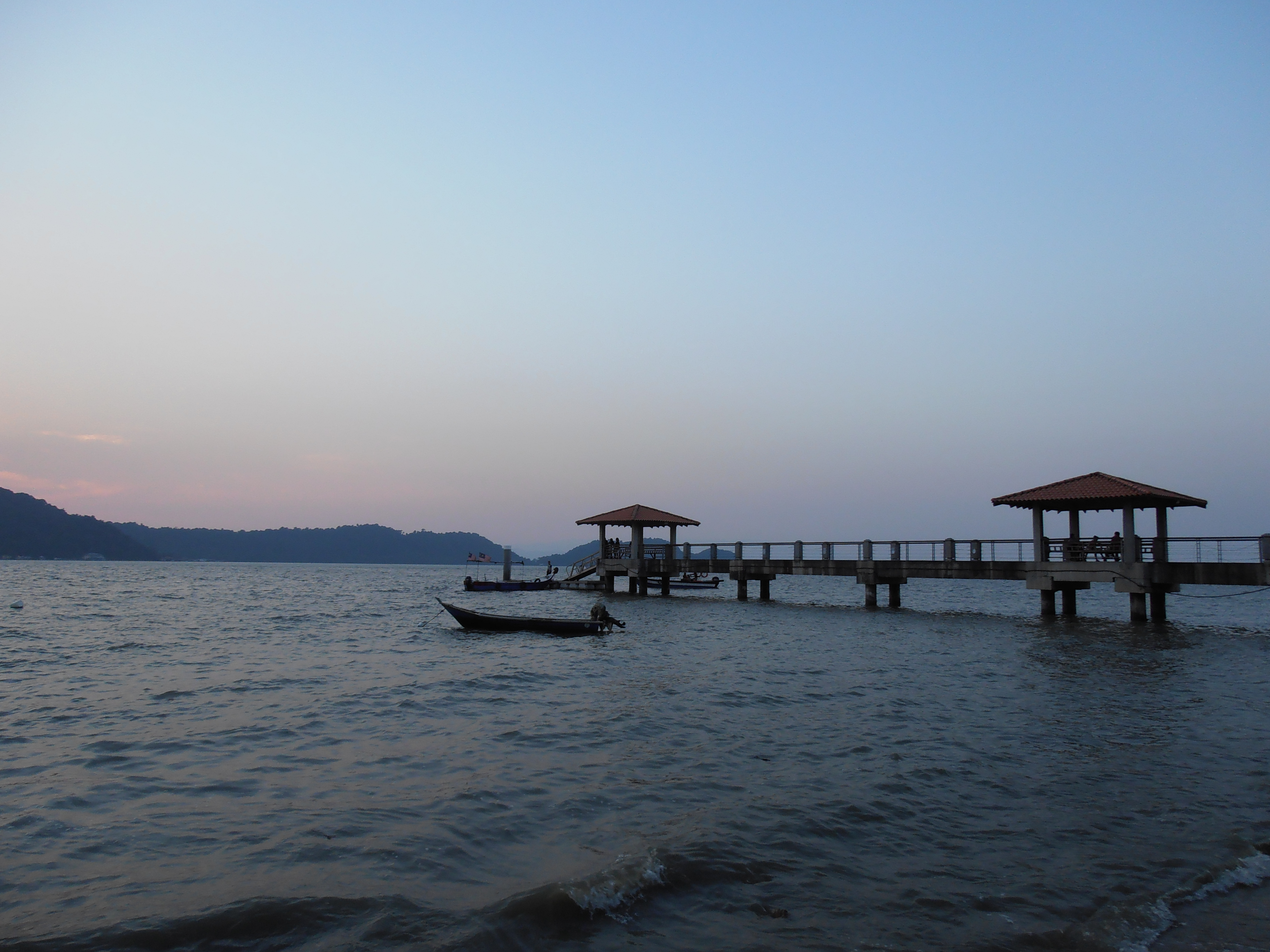
Cầu tàu Batu Musang, nơi du khách có thể đi thuyền đến Đảo Aman từ Batu Kawan.